# Леммон, Джек
Джон Юлер (Джек) Ле́ммон III (англ. John Uhler «Jack» Lemmon III; 8 февраля 1925, Ньютон, Массачусетс — 27 июня 2001, Лос-Анджелес, Калифорния) — американский актёр. Отличался необычайно широким диапазоном исполняемых ролей — от острохарактерных до трагических. 
Один из самых титулованных актёров. Две премии «Оскар» (плюс еще шесть номинаций; впервые в истории выиграл эту премию в обеих актёрских номинациях — за главную роль (1973) и за роль второго плана (1955)). Четыре премии "Золотой глобус" (плюс Премия Сесиля Б. Де Милля, также еще 17 номинаций). Призёр трёх крупнейших кинофестивалей мира — Каннского (дважды), Венецианского и Берлинского. Лауреат двух премий «Эмми».
Сыграв почти в ста полнометражных и телефильмах, Леммон стал одним из самых популярных актёров США, где его даже называли «божественным клоуном». Мировая слава и номинация на «Оскар» пришли к нему вскоре после релиза именитой комедии «В джазе только девушки», где актёр снялся с Мэрилин Монро и Тони Кёртисом. Четырьмя годами ранее он уже получал первую статуэтку премии «Оскар» за роль второго плана в трагикомедии «Мистер Робертс». Персонажи Леммона обычно воплощали американский характер, как таковой. В начале 1960-х годов Леммон резко сменил актёрское амплуа, перейдя с комических ролей на драматические. Продолжая исполнять роли во всем известных хитах, актёр был шесть раз выдвинут на «Оскар», выиграв его ещё раз за главную роль в драме «Спасите тигра». Пиком его актёрской карьеры стало перевоплощение в пожилого коммивояжёра в триллере «Американцы», «торговца гиблой почвой и беспочвенными надеждами», принёсшее ему кубок Вольпи Венецианского кинофестиваля.
Джек Леммон скончался от рака мочевого пузыря 27 июня 2001 года в одном из госпиталей Лос-Анджелеса. За совокупные достижения в области кинематографа актёр удостоен почётного «Золотого медведя» Берлинале и специальной премии «Золотой глобус».

## Карьера

### Ранние годы
Леммон — сын президента кондитерской компании. Джек часто болел в детстве и перенёс три серьёзные операции на ушах до того, как ему исполнилось 10 лет.  Имеет гарвардский диплом. Однако, за исключением драмы и музыки, он был ничем не примечательным учеником. Он обратил на себя внимание уже  в университете, по окончании которого служил на флоте в последние месяцы Второй мировой войны. В молодости много работал на радио и телевидении. Первая роль в кино — в комедии «Это должно случиться с вами» (1954). Уже на следующий год ему был присуждён «Оскар» за лучшую роль второго плана — в военной трагикомедии «Мистер Робертс» (1955).

### Сотрудничество с Уайлдером
После столь многообещающего начала у Леммона не было недостатка в предложениях, но не все роли соответствовали ожиданиям актёра. Удачным стало его сотрудничество с  именитым режиссёром Билли Уайлдером, который предложил ему главную роль в своей новой комедии «В джазе только девушки» (1959). Исполнение роли Джерри (Дафны) обернулось триумфом для Леммона и принесло ему новую номинацию на «Оскар». Люди, знавшие его мать, Милли Леммон, говорили, что он подражал её личности и даже её прическе.

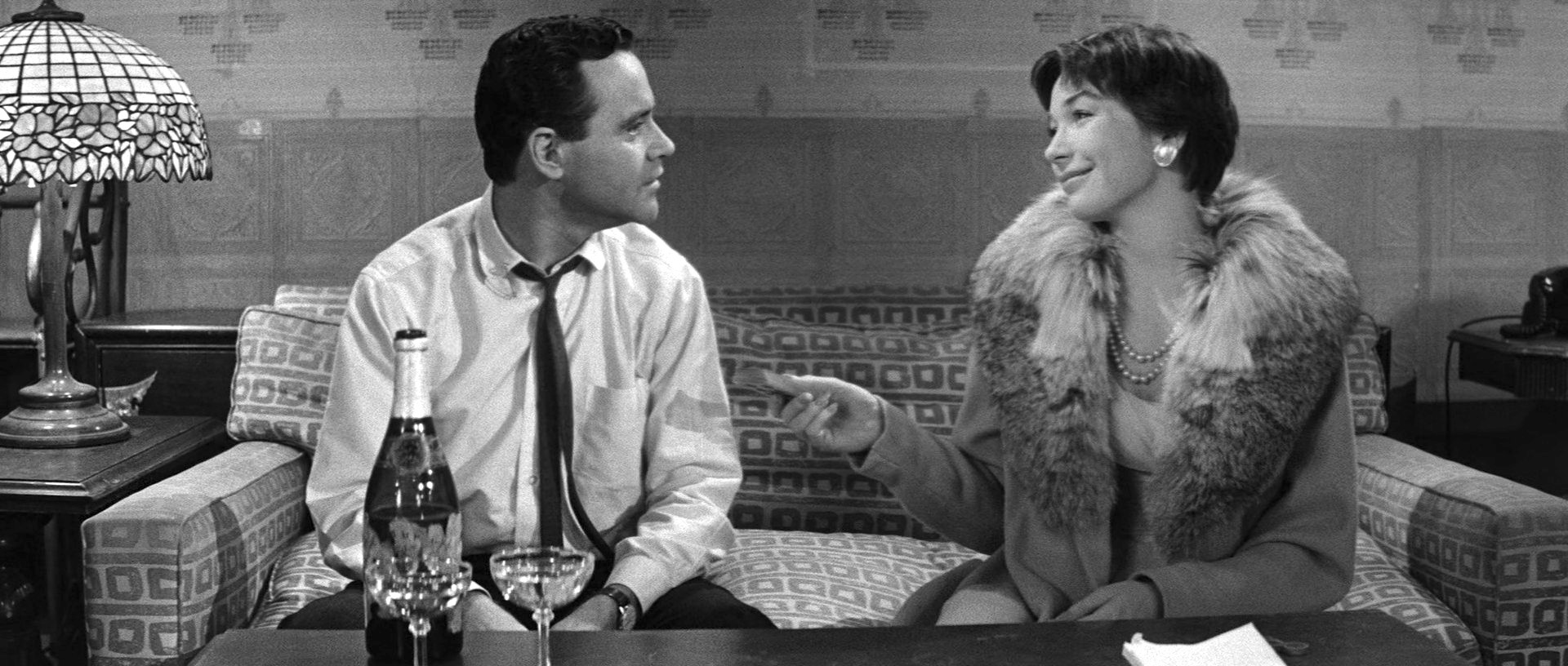
С Ширли Маклейн в фильме «Квартира»

После этого Леммон снимался во многих фильмах Уайлдера, вплоть до последнего в 1981 года. Он вновь был номинирован на «Оскар» за уайлдеровскую социальную комедию «Квартира» (1960), которая была признана киноакадемиками лучшим фильмом года. В то же время, Леммон не отказывался и от предложений других режиссёров. Одной из важнейших в своей жизни он считал роль алкоголика в остросоциальной драме Блейка Эдвардса «Дни вина и роз» (1962), которая добавила в его копилку очередную оскаровскую номинацию.

### Дуэт с Маттау
В 1964 году Леммон сыграл в спектакле «Странная парочка» вместе с актёром Уолтером Маттау, который стал его близким другом. В тандеме с Маттау Леммон снялся в десяти кинокартинах, начиная с «Азарта удачи» (1966) и киноверсии «Странной парочки» (1968) и заканчивая «Старыми ворчунами» (1993) и его сиквелом «Старые ворчуны разбушевались» (1995). За тридцать лет Леммон и Маттау стали одним из самых узнаваемых и любимых комических дуэтов в истории американского кино. 

### Поздние роли

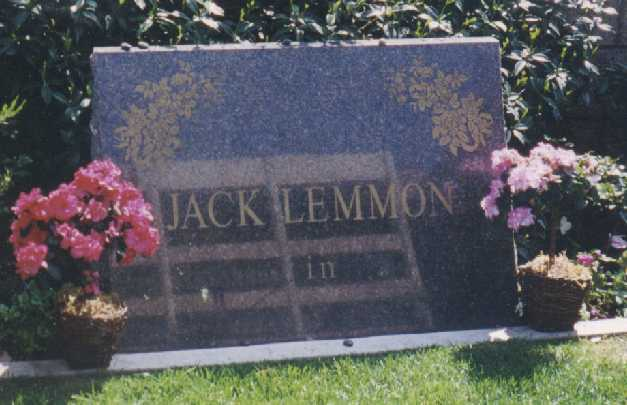
Могила актёра

В 1970-е годы в репертуаре Леммона продолжали преобладать роли «людей с улицы», случайно попадающих в самые невообразимые ситуации и вынужденных мучительно выпутываться из них. В эту категорию попадает экранизация пьесы Нила Саймона «Пленник Второй авеню» (1972). На следующий год Леммон наконец выиграл свой второй «Оскар» — за главную роль в драме «Спасите тигра», в которой он согласился сняться практически бесплатно.  При этом в номинации Леммон опередил таких актёров как Марлон Брандо, Аль Пачино, Джек Николсон и Роберт Редфорд.
Со второй половины 1970-х появления Леммона на большом экране носили довольно эпизодический характер. Одна из его самых трагических ролей — в фильме Майкла Дугласа «Китайский синдром» (1979) — была удостоена приза Каннского кинофестиваля. Аналогичной награды удостоилась и следующая крупная работа в фильме Коста-Гавраса «Пропавший без вести». 1992 год принёс актёру роль пожилого коммивояжёра Шелли Левина в триллере Джеймса Фоули «Американцы», за исполнение которой жюри Венецианского кинофестиваля признало его лучшим актёром смотра, вручив престижный кубок Вольпи. В 1998 году он был выдвинут на кинопремию «Золотой глобус», однако проиграл Вингу Рэймсу, который тут же вызвал Леммона из зрительного зала и вручил ему статуэтку — как более достойному претенденту (видео момента).

## Личная жизнь
Джек Леммон был дважды женат. Сын от первого брака с актрисой Синтией Стоун — Крис Леммон, исполнитель одной из главных ролей телесериала «Гром в раю». Во втором браке с актрисой Фелицией Фарр, длившемся 39 лет до самой смерти актёра, родилась дочь Кортни (род. 1966).
Последние два года своей жизни актёр героически боролся с раком, который в итоге и стал причиной его смерти в июне 2001 года. Актёр был похоронен на Вествудском кладбище рядом с могилой своего друга Уолтера Маттау, которого не стало за год до этого.

## Избранная фильмография

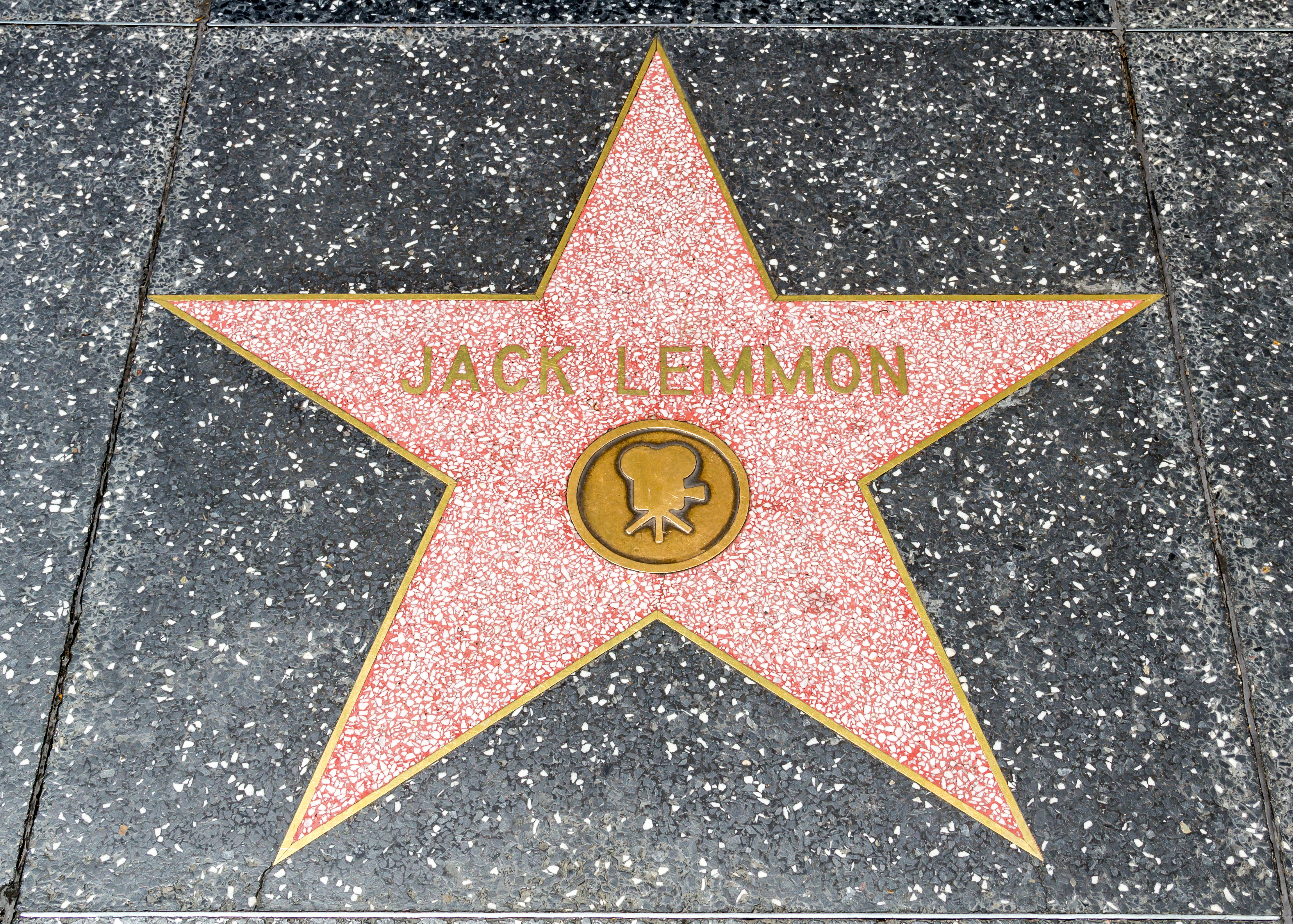
Звезда Джека Леммона на Голливудской «Аллее славы»

| Год  |    | Русское название                    | Оригинальное название         | Роль                                        |
| ---- | -- | ----------------------------------- | ----------------------------- | ------------------------------------------- |
| 1954 | ф  | Это должно случиться с вами         | It Should Happen to You       | Пит Шеппард                                 |
| 1955 | ф  | Мистер Робертс                      | Mister Roberts                | прапорщик Фрэнк Тёрлоу Пулвер               |
| 1958 | ф  | Колокол, книга и свеча              | Bell, Book and Candle         | Никки Холройд                               |
| 1959 | ф  | В джазе только девушки              | Some Like It Hot              | Джерри «Джеральд» / Дафна                   |
| 1960 | ф  | Квартира                            | The Apartment                 | Кэлвин Клиффорд (Си-Си) Бэкстер             |
| 1962 | ф  | Тридцать три несчастья              | The Notorious Landlady        | Уильям «Билл» Гридли                        |
| 1962 | ф  | Дни вина и роз                      | Days of Wine and Roses        | Джо Клэй                                    |
| 1963 | ф  | Нежная Ирма                         | Irma la Douce                 | Нестор Пату / лорд Икс                      |
| 1964 | ф  | Хороший сосед Сэм                   | Good Neighbor Sam             | Сэм Биссел                                  |
| 1965 | ф  | Большие гонки                       | The Great Race                | профессор Фейт / принц Хэпник               |
| 1965 | ф  | Как пришить свою жёнушку            | How to Murder Your Wife       | Стэнли Форд                                 |
| 1966 | ф  | Азарт удачи                         | The Fortune Cookie            | Гарри Хинкл                                 |
| 1967 | ф  | Лав                                 | Luv                           | Гарри Берлин                                |
| 1968 | ф  | Странная парочка                    | The Odd Couple                | Феликс Унгар                                |
| 1972 | ф  | Аванти!                             | Avanti!                       | Уэнделл Армбрюстер-младший                  |
| 1972 | ф  | Война полов                         | The War Between Men and Women | Питер Уилсон                                |
| 1973 | ф  | Спасите тигра                       | Save the Tiger                | Гарри Стоунер                               |
| 1974 | ф  | Первая полоса                       | The Front Page                | Хильдебранд «Хильди» Джонсон                |
| 1977 | ф  | Аэропорт 77                         | Airport '77                   | капитан Дон Галлахер                        |
| 1979 | ф  | Китайский синдром                   | The China Syndrome            | Джек Годелл                                 |
| 1980 | ф  | Награда                             | Tribute                       | Скотти Темплтон                             |
| 1981 | ф  | Друг-приятель                       | Buddy Buddy                   | Виктор Клуни                                |
| 1982 | ф  | Пропавший без вести                 | Missing                       | Эд Хорман                                   |
| 1985 | ф  | Макароны                            | Macaroni                      | Роберт Трэйвен                              |
| 1986 | ф  | Это жизнь!                          | That's Life!                  | Харви Фэрчайлд                              |
| 1989 | ф  | Отец                                | Dad                           | Джейк Тремонт                               |
| 1991 | ф  | Джон Ф. Кеннеди. Выстрелы в Далласе | JFK                           | Джек Мартин                                 |
| 1992 | ф  | Американцы                          | Glengarry Glen Ross           | Шелли Левин                                 |
| 1993 | ф  | Короткие истории                    | Short Cuts                    | Пол Финниган                                |
| 1993 | ф  | Старые ворчуны                      | Grumpy Old Men                | Джон Густафсон                              |
| 1995 | ф  | Луговая арфа                        | The Grass Harp                | доктор Моррис Ритц                          |
| 1995 | ф  | Старые ворчуны разбушевались        | Grumpier Old Men              | Джон Густафсон                              |
| 1996 | ф  | Гамлет                              | Hamlet                        | Марцелл                                     |
| 1996 | ф  | Мои дорогие американцы              | My Fellow Americans           | Рассел Крамер                               |
| 1997 | ф  | В открытом море                     | Out to Sea                    | Херб Салливан                               |
| 1998 | ф  | Странная парочка 2                  | The Odd Couple II             | Феликс Унгар                                |
| 1998 | ф  | 12 разгневанных мужчин              | 12 Angry Men                  | Дэвис                                       |
| 1999 | тф | Пожнёшь бурю                        | Inherit the Wind              | Генри Драммонд                              |
| 1999 | тф | Вторники с Морри                    | Tuesdays with Morrie          | Морри Шварц                                 |
| 2000 | ф  | Легенда Багера Ванса                | The Legend of Bagger Vance    | Харди Гривс в старости (в титрах не указан) |
| 2023 | ф  | Слай Сталлоне                       | Sly                           | хроника (в титрах не указан)                |

## Награды
| Награда                        | Год  | Категория                                         | Фильм/Телесериал/Постановка             | Результат |
| ------------------------------ | ---- | ------------------------------------------------- | --------------------------------------- | --------- |
| Оскар                          | 1956 | Лучшая мужская роль второго плана                 | Мистер Робертс                          | Победа    |
| Оскар                          | 1960 | Лучшая мужская роль                               | В джазе только девушки                  | Номинация |
| Оскар                          | 1961 | Лучшая мужская роль                               | Квартира                                | Номинация |
| Оскар                          | 1963 | Лучшая мужская роль                               | Дни вина и роз                          | Номинация |
| Оскар                          | 1974 | Лучшая мужская роль                               | Спасите тигра                           | Победа    |
| Оскар                          | 1980 | Лучшая мужская роль                               | Китайский синдром                       | Номинация |
| Оскар                          | 1981 | Лучшая мужская роль                               | Награда                                 | Номинация |
| Оскар                          | 1983 | Лучшая мужская роль                               | Пропавший без вести                     | Номинация |
| BAFTA                          | 1956 | Лучшая мужская роль                               | Мистер Робертс                          | Номинация |
| BAFTA                          | 1960 | Лучшая мужская роль                               | В джазе только девушки                  | Победа    |
| BAFTA                          | 1961 | Лучшая мужская роль                               | Квартира                                | Победа    |
| BAFTA                          | 1964 | Лучшая мужская роль                               | Дни вина и роз                          | Номинация |
| BAFTA                          | 1966 | Лучшая мужская роль                               | Как пришить свою жёнушку                | Номинация |
| BAFTA                          | 1966 | Лучшая мужская роль                               | Хороший сосед Сэм                       | Номинация |
| BAFTA                          | 1980 | Лучшая мужская роль                               | Китайский синдром                       | Победа    |
| BAFTA                          | 1983 | Лучшая мужская роль                               | Пропавший без вести                     | Номинация |
| Золотой глобус                 | 1960 | Лучшая мужская роль в комедии или мюзикле         | В джазе только девушки                  | Победа    |
| Золотой глобус                 | 1961 | Лучшая мужская роль в комедии или мюзикле         | Квартира                                | Победа    |
| Золотой глобус                 | 1963 | Лучшая мужская роль в драме                       | Дни вина и роз                          | Номинация |
| Золотой глобус                 | 1964 | Лучшая мужская роль в комедии или мюзикле         | Под деревом любви                       | Номинация |
| Золотой глобус                 | 1964 | Лучшая мужская роль в комедии или мюзикле         | Нежная Ирма                             | Номинация |
| Золотой глобус                 | 1966 | Лучшая мужская роль в комедии или мюзикле         | Большие гонки                           | Номинация |
| Золотой глобус                 | 1969 | Лучшая мужская роль в комедии или мюзикле         | Странная парочка                        | Номинация |
| Золотой глобус                 | 1971 | Лучшая мужская роль в комедии или мюзикле         | Приезжие                                | Номинация |
| Золотой глобус                 | 1973 | Лучшая мужская роль в комедии или мюзикле         | Аванти!                                 | Победа    |
| Золотой глобус                 | 1974 | Лучшая мужская роль в драме                       | Спасите тигра                           | Номинация |
| Золотой глобус                 | 1975 | Лучшая мужская роль в комедии или мюзикле         | Первая полоса                           | Номинация |
| Золотой глобус                 | 1980 | Лучшая мужская роль в драме                       | Китайский синдром                       | Номинация |
| Золотой глобус                 | 1981 | Лучшая мужская роль в драме                       | Награда                                 | Номинация |
| Золотой глобус                 | 1983 | Лучшая мужская роль в драме                       | Пропавший без вести                     | Номинация |
| Золотой глобус                 | 1987 | Лучшая мужская роль в комедии или мюзикле         | Это жизнь!                              | Номинация |
| Золотой глобус                 | 1988 | Лучшая мужская роль в мини-сериале или телефильме | Долгий день уходит в ночь               | Номинация |
| Золотой глобус                 | 1989 | Лучшая мужская роль в мини-сериале или телефильме | Убийство Мэри Фэган                     | Номинация |
| Золотой глобус                 | 1990 | Лучшая мужская роль в драме                       | Отец                                    | Номинация |
| Золотой глобус                 | 1991 | Премия Сесиля Б. Де Милля                         |                                         | Победа    |
| Золотой глобус                 | 1994 | Лучшая мужская роль в мини-сериале или телефильме | Жизнь в театре                          | Номинация |
| Золотой глобус                 | 1998 | Лучшая мужская роль в мини-сериале или телефильме | 12 разгневанных мужчин                  | Номинация |
| Золотой глобус                 | 2000 | Лучшая мужская роль в мини-сериале или телефильме | Вторники с Морри                        | Номинация |
| Золотой глобус                 | 2000 | Лучшая мужская роль в мини-сериале или телефильме | Пожнёшь бурю                            | Победа    |
| Прайм-таймовая премия «Эмми»   | 1972 | Лучшая варьете или музыкальная программа          | 'S Wonderful, 'S Marvelous, 'S Gershwin | Победа    |
| Прайм-таймовая премия «Эмми»   | 1976 | Лучшая мужская роль в мини-сериале или фильме     | Конферансье                             | Номинация |
| Прайм-таймовая премия «Эмми»   | 1988 | Лучшая мужская роль в мини-сериале или фильме     | Убийство Мэри Фэган                     | Номинация |
| Прайм-таймовая премия «Эмми»   | 1998 | Лучшая мужская роль в мини-сериале или фильме     | 12 разгневанных мужчин                  | Номинация |
| Прайм-таймовая премия «Эмми»   | 1999 | Лучшая мужская роль в мини-сериале или фильме     | Пожнёшь бурю                            | Номинация |
| Прайм-таймовая премия «Эмми»   | 2000 | Лучшая мужская роль в мини-сериале или фильме     | Вторники с Морри                        | Победа    |
| Премия Гильдии киноактёров США | 1998 | Лучшая мужская роль в телефильме или мини-сериале | 12 разгневанных мужчин                  | Номинация |
| Премия Гильдии киноактёров США | 2000 | Лучшая мужская роль в телефильме или мини-сериале | Вторники с Морри                        | Победа    |
| Тони                           | 1979 | Лучшая мужская роль в пьесе                       | Награда                                 | Номинация |
| Тони                           | 1986 | Лучшая мужская роль в пьесе                       | Долгий день уходит в ночь               | Номинация |